# Baltimore Highlands (Maryland)
Baltimore Highlands statisztikai település az USA Maryland államában, Baltimore megyében. Lakosainak száma 7740 fő (2020. április 1.).

## Népesség
A település népességének változása:

| 2010 | 7 019 |
| 2020 | 7 740 |